# 朱有宏
朱有宏（1960年3月19日—），上海人，退役中国足球运动员，退役后曾經出任过中國足球乙级联赛上海中纺机主教练。
朱有宏司职攻击型中场，身材高大，1979年入选上海队开始参加联赛，主要穿8号球衣，1990年获甲A联赛最佳射手，1991年赛季结束后退役。朱有宏曾两次被高丰文召入中国国家队，但都因家庭原因不愿意离开上海集训而很快退出。